# White Oak (Missisipi)
White Oak – jednostka osadnicza w Stanach Zjednoczonych, w stanie Missisipi, w hrabstwie Tunica.